# 棘刺灰人龙属
棘刺灰人龙（属名：Acantholipan）是植食性结节龙科恐龙的一个属，生存于白垩纪晚期（桑托阶）的墨西哥，模式种是冈氏棘刺灰人龙（Acantholipan gonzalezi）。

## 发现与命名
墨西哥北部发现了一些结节龙科的化石碎片。部分骨骼出土于科阿韦拉州米格尔（San Miguel, Coahuila）附近的罗斯普里莫斯（Los Primos）并在2011得到叙述。当Rivera-Sylva和同僚报告化石的发现时，他们一致认为这些骨骼过于零散而无法命名。后来，遗骸被判断出有足够特征以命名为一个新属。
2018年，模式种冈氏棘刺灰人龙（Acantholipan gonzalezi）由Héctor Eduardo Rivera-Sylva、Eberhard Frey、Wolfgang Stinnesbeck、Gerardo Carbot-Chanona、Iván Erick Sanchez-Uribe和José Rubén Guzmán-Gutiárrez等人正式命名。属名取自希腊语akanthos（“棘刺”）和西班牙语lipan（“灰人部落”，即当地阿帕切人部落Lépai-Ndé的别称），种名纪念墨西哥古生物学家、萨尔蒂约沙漠博物馆（Museo del Desierto）主席Arturo Homero González-González。本属是墨西哥第一条被命名的结节龙科。
正模标本CPC 272发现于钢笔组的一个海相层中，化石时期为桑托阶。标本由缺少头骨的部分骨骼组成，包括一节背椎、一节尾椎、一截肋骨、左肱骨下段、左尺骨上段、左股骨下段和可能来自胸腔后部的刺状皮内成骨，现保存于萨尔蒂约沙漠博物馆的科阿韦拉古生物收藏（Colección Paleontológica de Coahuila, Museo del Desierto, Saltillo）中